# Universitatea Politehnica Timișoara
Universitatea Politehnica Timișoara (UPT) este o instituție de învățământ superior cu profil tehnic din Timișoara, România, înființată în anul 1920. În 2011, a fost clasificată în prima categorie din România, cea a universităților de cercetare avansată și educație, iar în 2018
SCImago Institutions Rankings (en) a clasificat-o a treia din cele 25 de universități clasificate din România. Universitatea este membră a Alianței Române a Universităților Tehnice (ARUT), ce cuprinde cele mai importante universități cu profil tehnic din România, dar și a Alianței Timișoara Universitară (ATU), care include toate cele 4 mari universități din Timișoara.

## Prezentare
Universitatea Politehnica Timișoara este una din cele mai mari universități tehnice din Europa Centrală și de Est. Programele de studiu oferite sunt organizate după sistemul Bologna, în trei cicluri: Licență, Masterat, Doctorat. 
UPT cuprinde 10 facultăți la care sunt înscriși c. 15 000 de studenți. Corpul profesoral este format din c. 700 de cadre didactice care își desfășoară activitatea în cadrul a 25 de departamente, în timp ce personalul administrativ și auxiliar numără în jur de 900 de cadre.
De-a lungul timpului, Universitatea Politehnica Timișoara a purtat mai multe denumiri: 
- Școala Politehnică din Timișoara (1920 - 1948);
- Institutul Politehnic Timișoara (1948 - 1970);
- Institutul Politehnic „Traian Vuia” din Timișoara (1970 - 1991);
- Universitatea Tehnică din Timișoara (1991 - 1995);
- Universitatea „Politehnica” din Timișoara (1995 - 2013);
- Universitatea Politehnica Timișoara (2013 - prezent).

## Istoric

### Începuturile

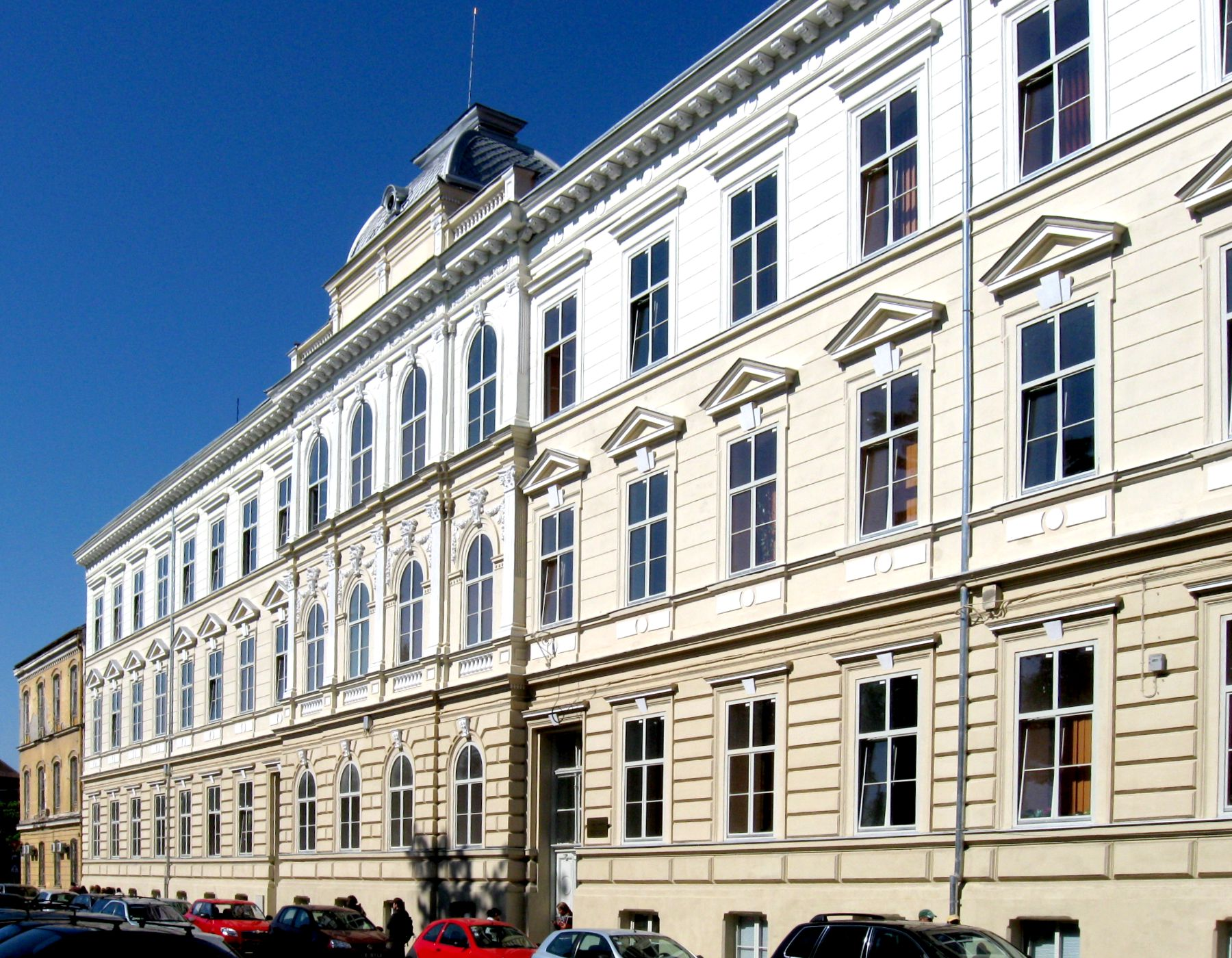
Clădirea din str. Telbisz, unde s-au ținut primele cursuri

Ideea înființării unei școli politehnice în Timișoara a apărut încă de la începutul secolului al XX-lea, imperiul Austro-Ungar dorind atât dezvoltarea industrială a Banatului, cât și oferirea unui motiv de satisfacție populației române, majoritare. Urmare a propunerii din ședința Consiliului Municipal din 26 noiembrie 1906, în 1907 primarul Carol Telbisz înaintează Ministerului Instrucțiunii Publice din Budapesta un memoriu privind necesitatea școlii politehnice. însă propunerea ministrului Instrucțiunii înaintată parlamentului din Budapesta în 1911 este respinsă. Totuși, ministerul delegă o comisie formată din rectorul Politehnicii din Budapesta și a 9 profesori care să se ocupe de problemă împreună cu primăria din Timișoara. Demersurile sunt reluate în 1916, dar sunt blocate de Primul Război Mondial. Cu toate astea, la 23 noiembrie 1917 primăria hotărăște să cedeze pentru clădirile politehnicii un teren de 8 ha pe malul stâng al Begăi și să amenajeze clădirea unei școli sau a unei cazărmi pentru funcționarea temporară a școlii. După război, la insistențele lui Emanuil Ungurianu, la 27 februarie 1919 primarul Stan Vidrighin înaintează Consiliului Dirigent, Resortul Cultelor și Instrucțiunii, un memoriu prin care se cere înființarea școlii. Consiliul Dirigent hotărăște înființarea politehnicii la 27 februarie 1920, iar conform jurnalului nr. 3191 din 22 octombrie 1920 Consiliul de Miniștri aprobă înființarea începând cu data de 15 noiembrie 1920, alocând un milion de lei. Decretul, cu nr. 44822, este contrasemnat de regele Ferdinand la 11 noiembrie.

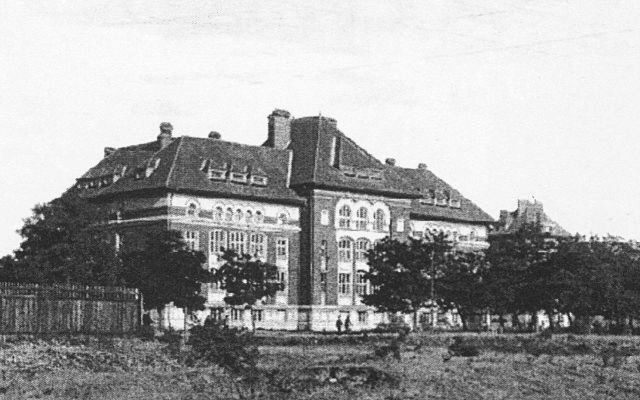
Clădirea din bd. Mihai Viteazul în 1923, actual sediul Facultății de Mecanică

La început, cum Școala nu avea un sediu propriu, a funcționat cu un secretariat în cadrul primăriei. Aici au avut loc primele înscrieri pentru candidați și verificarea lor. În primul an, Școala Politehnică și-a început activitatea cu un număr de 117 studenți: 89 înscriși în primul an și 28 în anul pregătitor. Cursurile încep la 29 noiembrie 1920. Corpul didactic era format din rector Traian Lalescu (care preda analiza matematică), Constantin C. Teodorescu (rezistența materialelor și mecanică teoretică), Victor Vlad (geometrie descriptivă), Constantin Cândea (chimie), Augustin Coman (matematică). Cursurile s-au ținut în localul unei școli primare din str. Telbisz, local aflat și astăzi în patrimoniul Politehnicii. În anul 1923 a început construirea de pavilioane în bd. Mihai Viteazul. La inaugurarea pavilioanelor din 11 noiembrie 1923 a participat și regele Ferdinand, care a afirmat:
„Dinadins s-a ales mănosul Banat, pentru această școală atât de trebuincioasă dezvoltării noastre industriale din ce în ce mai mare, ca să fie nu numai un factor de muncă serioasă a pregătirii generațiilor viitoare de adevărați pionieri, dar și un cuib al gândirii și simțirii românești și un cheag între Vechiul Regat și provinciile care prin vitejia noastră au fost pentru veacuri aduse la vechea noastră țară. Nu zidurile fac o școală, ci spiritul care domnește într-însa.”

### Cronologie

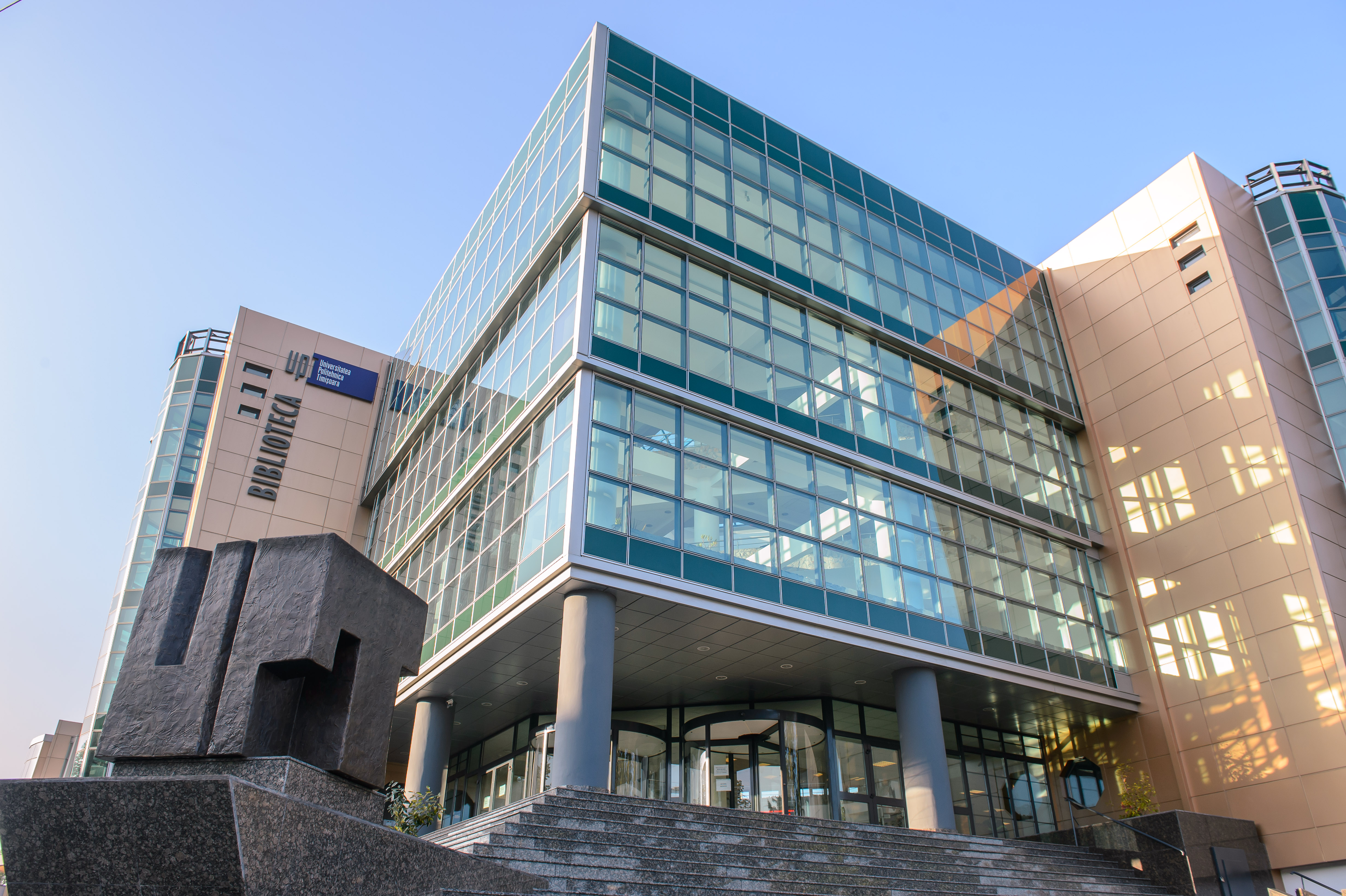
Biblioteca Centrală a Universității Politehnica Timișoara

- 1920 Începe activitatea Școlii Politehnice la Timișoara.
- 1920 Se înființează „Societatea sportivă a Școlii Politehnice”.
- 1921 Prin Decretul nr. 365/1921 este numit „Consiliul de Perfecționare Profesională a Politehnicii din Timișoara”.
- 1921 Apare primul număr al Anuarului Școlii Politehnice.
- 1921 Se inițiază primul ciclu de conferințe publice științifice și de cultură generală. Este constituită „Societatea Studenților Școlii Politehnice Timișoara”.
- 1921 Se înființează „Revista Matematică din Timișoara” (RMT), sub conducerea profesorului universitar Traian Lalescu, rectorul Școlii Politehnice.
- 1923 Se inaugurează Pavilionul de Mecanică, la 11 noiembrie.
- 1923 Se înființează „Societatea Științifică a Școlii Politehnice din Timișoara” care tipărește în 1925 primul număr al publicației „Bulletin Scientifique de l'Ecole Politehnique de Timișoara”.
- 1923 A fost înființată „Societatea matematică a studenților”. Se dau în folosință 3 vile pentru locuințele corpului didactic, în perimetrul de teren alocat Școlii Politehnice.
- 1924 Se acordă diploma de inginer primei promoții.
- 1927 Se organizează primul Congres al inginerilor, absolvenți ai Școlii Politehnice.
- 1927 Se dă în folosință primul cămin pentru studenți cu 220 locuri.
- 1929 Se înființează prima Societate de Chimie din România.
- 1930 Se dă în folosință cantina studențească.
- 1933 Se creeaza două facultăți distincte: Electromecanică și Mine și Metalurgie.
- 1934 Se înființează Asociația profesorilor de Matematică.
- 1935 Școala Politehnică a primit dreptul de a conferi titlul de doctor inginer, dar reglementarea procedurii a fost aprobată de Consiliul de Perfecționare Profesională în 1937.
- 1937 Se dă în folosință baza sportivă „Politehnica”.
- 1938 „Academia de Înalte Științe Agronomice din Cluj” se transformă în facultate și este subordonată Politehnicii din Timișoara până în anul 1945.
- 1939 Se acordă primul titlu de doctor inginer profesorului Ștefan Nădășan.
- 1941 Se înființează Facultatea de Construcții.
- 1945 Se înființează Facultatea de Agronomie care a funcționat în cadrul Școlii Politehnice până în anul 1948.
- 1948 Școala Politehnică își schimbă denumirea în Institutul Politehnic Timișoara.
- 1948 Facultatea de Mine și Metalurgie se desprinde de Institutul Politehnic din Timișoara.
- 1948 Institutul Politehnic Timișoara cuprindea: 4 facultăți (Facultatea de Mecanică; Facultatea de Electrotehnică; Facultatea de Construcții; Facultatea de Chimie) cu 12 secții de specializare
- 1948 Se editează „Bulletin de Science et Technique de Politechnique de Timisoara”, denumire schimbată în 1949 în „Buletinul de Știință și Tehnică al Institutului Politehnic din Timișoara”.
- 1952 Au luat ființă, pentru prima dată, cursurile serale cu durata de 6 ani și cursuri la fără frecvență.
- 1953 Se înființează Facultatea de Material Rulant, transformată în secție a Facultății de Mecanică în 1954.
- 1956 Buletinul științific apare cu denumirea „Buletin științific și tehnic al Institutului Politehnic din Timișoara”.
- 1956 Se trece la durata învățământului, la cursurile de zi, la 5 ani.
- 1961 Se înființează „Centrul de calcul”.
- 1962 Este transferată de la Craiova Facultatea de Mecanică Agricolă.
- 1968 S-au înființat secțiile de subingineri de la Facultatea de Mecanică și Facultatea de Construcții.
- 1969 S-au înființat secțiile de subingineri de la Facultatea de Electrotehnică.
- 1970 A luat ființă secția de Arhitectură în cadrul Facultății de Construcții și secția de Electronică Aplicată la Facultatea de Electrotehnică.
- 1970 Se sărbătorește semicentenarul institutului, ocazie cu care i-a fost acordat dreptul de a purta numele de Institutul Politehnic „Traian Vuia” din Timișoara. Institutul cuprindea 5 facultăți, cu 24 de secții de specializare pentru ingineri și subingineri, 537 cadre didactice și 5653 de student.
- 1971 Se înființează Institutele de subingineri din Hunedoara și Reșița sub patronajul Institutului timișorean.
- 1973 A intrat în funcțiune Secția de Prototipuri și Microproducție (SPM) cu Profil Electric și Mecanic.
- 1975 A luat ființă „Centrul de calcul electronic” al Institutului.
- 1976 S-a dat în funcțiune noul local al Facultății de Electrotehnică. Facultatea avea nevoie de spații de învățământ, cum ar fi amfiteatre pentru cursuri și săli de seminar pentru proiectare. În urma eforturilor deosebite depuse de către conducerea Institutului (formată din rectorul Ioan Anton și din prorectorii Gheorghe Silaș și Ioan De Sabata) s-a construit edificiul nou al Facultății de Electrotehnică cu trei corpuri de clădiri aflate pe Bulevardul Vasile Pârvan și o hală mare situată între Facultatea de Electrotehnică și Mecanică.[19]
- 1977 Se finalizează corpurile de clădiri de la Facultatea de Mecanică. Facultatea se dezvoltase foarte mult datorită tradiției și rezultatelor deosebite obținute în cercetarea științifică legată de industria țării. Numărul mare de studenți cerea noi spații de învățământ. Acest aspect a fost rezolvat prin construirea unei noi clădiri, asemănătoare ca stil cu cea ridicată de arhitectul Duiliu Marcu.[19]
- 1981 Se dau în folosință noul corp de clădire al Facultății de Construcții și Pavilionul de Orologerie de la Facultatea de Mecanică.
- 1982 Se încheie construcția noului corp de clădire de la Facultatea de Chimie.
- 1991 În baza Notei Guvernului din 04.01.1991 și a Ordinului Ministrului Învațământului și Științei, se schimbă denumirea Institutului Politehnic „Traian Vuia” din Timișoara în Universitatea Tehnică din Timișoara.
- 1993 S-a înființat Colegiului de Comunicare Profesională, ca formă scurtă de învățământ universitar, viitorul Departament de Comunicare și Limbi Străine.
- 1995 În baza Hotărârii de Guvern nr. 568 publicată în Monitorul Oficial în data de 16.08.1995, se schimbă denumirea Universitații Tehnice din Timișoara în Universitatea „Politehnica” din Timișoara.
- 2006 Începe construirea unui nou corp al Universității, lângă terenul de sport, care va fi sediul viitoarei biblioteci.
- 2011 Departamentul de Comunicare și Limbi Străine devine „Facultatea de Științe ale Comunicării” , începând cu luna octombrie.
- 2013 În baza Hotărârii de Guvern nr. 493 publicată în Monitorul Oficial nr. 447 în data de 22.07.2013, se schimbă denumirea Universitații „Politehnica” din Timișoara în Universitatea Politehnica Timișoara.[6]
- 2014 Are loc inaugurarea Bibliotecii Centrale a UPT din cadrul Centrului de documentare, educație continuă și transfer tehnologic.

## Misiune
Misiunea Universității Politehnica Timișoara este:
- să genereze, respectiv să transfere către societate cunoaștere prin cercetare științifică avansată, cercetare, dezvoltare și inovare, respectiv prin diseminare a rezultatelor prin publicare și / sau implementare;
- să asigure formare profesională superioară, de nivel universitar - după caz: în paradigma Bologna, pe toate cele trei cicluri ale acesteia — licență, masterat, doctorat – sau în sistem reglementat special — precum și de nivel postuniversitar și în conceptul de învățare pe tot parcursul vieții, în scopul dezvoltării personale și inserției profesionale a individului și în scopul satisfacerii nevoii de competență a mediului societal;
- să contribuie la stabilirea direcțiilor de dezvoltare a societății, în plan local, regional, național și internațional".
- să cultive, să promoveze și să apere valorile fundamentale cristalizate pe parcursul evoluției omenirii: libertatea de gândire, de exprimare și de acțiune, dreptatea, adevărul, echitatea, cinstea, corectitudinea, demnitatea, onoarea.

## Cartă
Carta Universității Politehnica Timișoara cuprinde principiile care stau la baza structurii, organizării și funcționării acesteia. 
Principiile care stau la baza UPT:
• principiul autonomiei universitare;
• principiul libertății academice;
• principiul răspunderii publice;
• principiul asigurării calității;
• principiul echității;
• principiul eficienței manageriale și financiare;
• principiul transparenței;
• principiul respectării drepturilor și libertăților studenților și ale personalului academic;
• principiul independenței de ideologii, religii și doctrine politice;
• principiul libertății de mobilitate națională și internațională a studenților, a cadrelor didactice
și a cercetătorilor;
• principiul consultării partenerilor sociali în luarea deciziilor;
• principiul centrării educației pe student.
Carta a fost elaborată în concordanță cu Magna Charta Universitatum.
După Preambul, Misiune și Dispoziții generale, în cartă urmează capitolele în care sunt definite aspectele vieții universitare: Autonomie universitară, Structura UPT, Structura anului universitar, Organizarea studiilor universitare, Activitatea de cercetare științifică, Promovarea calității în învățământ și în cercetarea științifică, Sprijinirea execelenței individuale, Promovarea principiului de universitate centrată pe student, Conducerea universității, Finanțarea universității, Personalul universității și Asigurarea eticii și deontologiei. Ultimul capitol este cel de Dispoziții finale.

## Facultăți
Universitatea Politehnica Timișoara cuprinde 10 facultăți și 25 de departamente, care asigură programe academice moderne, actuale, de un înalt nivel profesional. 

### Facultatea de Arhitectură și Urbanism
Facultatea de Arhitectură și Urbanism este una din cele mai noi facultăți din universitate. În acest moment, facultatea oferă două specializări la nivel de licență: Arhitectură (masterat integrat) și mobilier și amenajări interioare și 4 specializări la nivel de master: Urbanism și amenajarea teritoriului; Tendințe, materiale și tehnologii noi în arhitectura de interior; Proiectare complexă în arhitectură; Restaurare și regenerare patrimonială. Facultatea dispune de ateliere, săli de curs și sală de proiecție.

### Facultatea de Automatică și Calculatoare
Facultatea de Automatică și Calculatoare este una din facultățile cele mai cunoscute din UPT, bazele acesteia fiind puse încă din anul 1964, când sub conducerea profesorului Alexandru Rogojan, a fost înființat în cadrul Facultății de Electrotehnică, învățământul în specializarea „Calculatoare”. În 1990 s-a înființat Facultatea de Calculatoare și Automatică, care și-a schimbat numele în 1991, prin alinierea la nivel național, în Facultatea de Automatică și Calculatoare. În prezent, facultatea oferă studii de licență, masterat și doctorat în domeniile Calculatoare, Automatică și Informatică Aplicată, Tehnologia Informației, Informatică, precum și posibilitatea efectuării studiilor în regim de învățământ la distanță (ID). Facultatea beneficiază de relații foarte bune de colaborare cu diverse companii din industria de profil. În cadrul facultății funcționează și Centrul de cercetare științifică în Automatică și Calculatoare din cadrul Universității Politehnica Timișoara, recunoscut ca și centru de cercetare de tip C.

### Facultatea de Chimie Industrială și Ingineria Mediului
Facultatea de Chimie Industrială și Ingineria Mediului
face parte din UPT încă din anul 1948. Este una dintre cele mai cunoscute facultăți tehnice din Europa Centrală și de Est. Facultatea are încheiate acorduri de colaborare cu diverse companii naționale și multinaționale. De asemenea oferă programe de studii la nivel de licență, masterat și doctorat, învățământ la zi, în limbile română și engleză. În cadrul acestei facultăți funcționează două departamente: Chimie Aplicată și Ingineria Compușilor Anorganici și a Mediului Chimie Aplicată și Ingineria Compușilor Organici și Naturali. Activitatea de cercetare se realizează în cadrul a trei centre de cercetare: Centrul de cercetare pentru Materiale Anorganice și Energii Alternative, Centrul de Cercetare în Știința și Ingineria Mediului și Centrul de Cercetări în Chimia și Ingineria Compușilor Organici, Macromoleculari și Naturali.

### Facultatea de Construcții
Facultatea de Construcții a fost înființată prin Decretul Lege nr. 3134/11 noiembrie 1941 al Consiliului de Miniștri cu specializarea de Construcții civile și industriale, alături de care, din anul 1948 funcționează specializarea de Construcții hidrotehnice. În anul 1990 din aceasta se desprinde Facultatea de Hidrotehnică, care însă se reunește cu ea în 2011. Facultatea de Construcții are în prezent 7 domenii de specializare în ciclul licență și 5 domenii de specializare în ciclul masterat.

### Facultatea de Electronică, Telecomunicații și Tehnologii Informaționale
Facultatea de Electronică, Telecomunicații și Tehnologii Informaționale a fost înființată în anul 1990, după ce funcționase timp de 2 decenii ca o secție în cadrul Facultății de Electrotehnică. În prezent oferă 4 specializări la nivel de licență: Electronică aplicată și Tehnologii și sisteme de telecomunicații în limba română, Tehnologii și sisteme de telecomunicații în limba engleză, Tehnologii și sisteme de telecomunicații ID, și mai multe  programe de masterat, printre care: Electronică biomedicală, Electronica sistemelor inteligente, Ingineria rețelelor de telecomunicații și posibilitatea de a desfășura studii de doctorat. Este structurată în 3 departamente de Măsurări și electronică aplicată, Comunicații și Electronică aplicată.
Direcțiile de pregătire includ transmisii integrate de date și voce, programare și rețele de calculatoare, telefonie mobilă și fixă, electronica sistemelor inteligente și producție audio, video și multimedia.

### Facultatea de Inginerie Electrică și Energetică
Facultatea de Inginerie Electrică și Energetică este una din cele mai vechi facultăți din cadrul Universității Politehnica Timișoara, secția de Electromecanică fiind înființată în 1920. În anul 1948 este înființată Facultatea de Electrotehnică cu secțiile de specializare electrotehnică, electrificarea industriei agriculturii și transporturilor, mecano-energetică, electroenergetică.
În februarie 1990 Facultatea de Electrotehnică se scindează în trei facultăți distincte: Facultatea de Electrotehnică, Facultatea de Electronică și Telecomunicații și Facultatea de Automatizări și Calculatoare. În prezent oferă programe de studii la toate cele 3 niveluri: licență, masterat și doctorat. Din 2022, aceasta și-a schimbat denumirea în Facultatea de Inginerie Electrică și Energetică.

### Facultatea de Management în Producție și Transporturi
Facultatea de Management în Producție și Transporturi a fost creată în anul 1996. În prezent, oferă 5 programe de licență, 3 programe de master și
programe de doctorat în domeniile ingineriei și managementului. Din anul 2010, domeniul Științe Administrative, cu specializarea Administrația Publică, se adaugă structurii existente în Facultatea de Management în Producție și Transporturi.

### Facultatea de Mecanică
În sens restrâns, Facultatea de Mecanică a luat ființă în anul 1948, prin restructurarea Școalei Politehnice și transformarea sa în Institutul Politehnic. Facultatea de Electromecanică, înființată în 1920, s-a scindat în Facultatea de Mecanică, care a rămas în sediul tradițional al Politehnicii, și Facultatea de Electrotehnică, care s-a mutat în localul Liceului Piarist. Are in jur de 2400 studenti, o bază materială corespunzătoare acestui număr, și o tradiție bogată, disciplinele studiate fiind predate din momentul înființării în 1920 a „Școalei Politehnice”.

### Facultatea de Inginerie din Hunedoara
Facultatea de Inginerie din Hunedoara a fost creată în 1990 prin transformarea Institutului de Subingineri Hunedoara. Facultatea oferă 6 programe la nivel de licență și 5 la nivel de masterat, oferind, de asemenea, posibilitatea de a desfășura studii doctorale în domeniul Ingineriei materialelor.

### Facultatea de Științe ale Comunicării
Facultatea de Științe ale Comunicării a fost înființată în data de 1 octombrie 2011. Această facultate oferă la nivel de licență programele de studii „Comunicare și relații publice” (Învățământ cu frecvență și Învățământ la distanță) și „Limbi moderne aplicate”, iar la nivel de masterat, 2 programe de studiu, „Comunicare, relații publice și media digitală” și „Comunicare în Afaceri”. Activitatea Facultății de Științe ale Comunicării se bazează pe formarea de specialiști în comunicare și relații publice, în traducere și interpretare și contribuie la formarea viitorilor ingineri prin predarea limbilor străine (engleză, franceză și germană) în cadrul facultăților Universității Politehnica Timișoara.

## Departamente
Universitatea Politehnica Timișoara are în componența sa 25 de departamente: 
- Arhitectură
- Automatică și Informatică Aplicată
- Bazele Fizice ale Ingineriei
- Calculatoare
- Căi de Comunicație Terestre, Fundații și Cadastru
- Chimie Aplicată și Ingineria Compușilor Anorganici și a Mediului
- Chimie Aplicată și Ingineria Compușilor Organici și Naturali
- Comunicare și Limbi Străine
- Comunicații
- Construcții Civile și Instalații
- Construcții Metalice și Mecanica Construcțiilor
- Educație Fizică și Sport
- Electroenergetică
- Electronică Aplicată
- Hidrotehnică
- Ingineria Materialelor și Fabricației
- Inginerie Electrică
- Inginerie Electrică și Informatică Industrială din Hunedoara
- Inginerie și Management din Hunedoara
- Management
- Mașini Mecanice, Utilaje și Transporturi
- Matematică
- Măsurări și Electronică Optică
- Mecanică și Rezistența Materialelor
- Mecatronică

## Admitere
Admiterea în cadrul Universității Politehnica Timișoara se face pentru fiecare facultate în parte. 
Facultatea de Arhitectură și Urbanism organizează concurs de admitere cu probe de evaluare a cunoștințelor în următoarele domenii: desen tehnic și desen liber.
Facultatea de Automatică și Calculatoare organizează concurs pentru domeniul „Ingineria Sistemelor, Calculatoare și Tehnologia Informației” (ciclul de 4 ani), cu proba de verificare la matematică, iar pentru domeniul „Informatică” (ciclu de 3 ani), pe baza mediei de la examenul de bacalaureat.
Facultatea de Electronică, Telecomunicații și Tehnologii Informaționale organizează, pentru admiterea la ciclul de licență, cu o durată de școlarizare de 4 ani, o probă de verificare a cunoștințelor la matematică și oferă ulterior posibilitatea alegerii uneia dintre următoarele specializări: Electronică Aplicată și Tehnologii și Sisteme de Telecomunicații. Pentru ciclul de master, admiterea se realizează pe bază de interviu, luându-se în considerare și media de la examenul de licență, precum și domeniul de licență absolvit.
În cadrul Universității mai sunt și alte facultăți, la care admiterea se face pe baza unui concurs de dosare, unde media de admitere se bazează, în principal, pe media examenului de bacalaureat.

## Infrastructură
Infrastructura universității este impresionantă prin dimensiunile, complexitatea și serviciile oferite, studenții și angajații putându-se bucura de cazare (cămine și hoteluri), cantine, baze sportive (piscine, terenuri de fotbal și de tenis, sală de gimnastică, etc), o editură și o tipografie, servicii tehnice și administrative (centru de e-learning, televiziune privată, etc), bibliotecă, precum și de un centru medical pentru studenți.
Cămine
Campusul universității, situat aproape de centrul Timișoarei, oferă studenților șansa de a se bucura de viața universitară, în paralel cu toate facilitățile acestui oraș cosmopolit. Căminele universității găzduiesc aproximativ 5.500 de studenți în 2000 de camere studențești din cele 16 cămine, toate camerele fiind dotate cu conexiune la internet, televiziune prin cablu, frigider și mobilier nou. 
Hoteluri
Universitatea deține două hoteluri aflate în centrul orașului, Casa Politehnicii 1 (17 camere) și Casa Politehnicii 2 (31 de camere), ambele echipate la nivel de 3 stele (telefon, TV, frigider, aer condiționat, internet) și având propriul lor restaurant. 
Cantine universitare
În campusul studențesc, universitatea deține o cantină universitară: Restaurantul Universitar din Complexul Studențesc. De asemenea, cafenele există în multe din clădirile universității. Biblioteca UPT
Folosind dispozitive moderne specifice, Biblioteca UPT oferă utilizatorilor acces la resursele și serviciile documentare necesare procesului de învățământ și cercetare, folosind mijloace specifice moderne, în scopul instruirii profesionale și al desăvârșirii personalității umane. Biblioteca a fost inaugurată în 2014 și face parte din Centrul de documentare, educație continuă și transfer tehnologic. Printre serviciile oferite, se numără și următoarele: servicii electronice, catalog online, autoîmprumut, împrumuturi interbibliotecare, bibliografii la cerere, tipărire, fotocopiere, cursuri.
Baze sportive
Universitatea Politehnica Timișoara deține numeroase facilități sportive, oferind probabil una dintre cele mai bune alegeri din Europa Centrală și de Est. Aceste facilități includ două baze sportive, cu două săli acoperite complet echipate pentru jocuri cu mingea, două terenuri de fotbal standard pentru competiții, un teren de fotbal acoperit cu gazon artificial, șase terenuri de tenis cu nocturnă, două terenuri de handbal, un complex de bazine de înot, săli de fitness și facilități pentru multe alte jocuri sportive. 
Baza sportivă 1 include: pistă de atletism, terenuri acoperite de minifotbal, teren de fotbal, sală de forță, iar 
Baza sportivă: bazine de înot (interior, cu saună și aparate de întreținere și exterior), sală de sport (tenis, baschet, volei), terenuri de tenis (bitum și tartan), terenuri de baschet, terenuri de fotbal, clădire multifuncțională.

## Mobilități și cooperări internaționale
Universitatea Politehnica Timișoara dezvoltă în prezent relații de colaborare fructuoase cu numeroase universități din Europa, SUA, Asia, America de Sus și Canada, concretizate în peste 200 acorduri de colaborare încheiate în cadrul unor programe din Uniunea Europeană sau în mod direct.
Universitatea Politehnica Timișoara (UPT) este implicată în mai multe programe internaționale, printre care:
- Erasmus+
- Tempus
- CEEPUS
- Leonardo da Vinci
- Grundtvig

## Rectori
| | |
| - Traian Lalescu (1920–1921) - Victor Vâlcovici (1921–1930) - Victor Blăsian (1930–1934) - Constantin C. Teodorescu (1934–1939) - Plautius Andronescu (1941–1944) - Marin Bănărescu (1944–1946) - Constantin Cândea (1946–1947) - Ilie G. Murgulescu (1947–1949) - Nicolae Maior (1949–1950) - Ioan Beligăr (1950–1956) - Coriolan Drăgulescu (1956) | - Alexandru Rogojan (1956–1957) - Marin Rădoi (1957–1962) - Gheorghe Silaș (1962–1963) - Constantin Avram (1963–1971) - Ioan M. Anton (1971–1981 și 1989) - Coleta de Sabata (1981–1989) - Radu Vlădea (1990–1992) - Alexandru Nichici (1992–1996) - Ioan Carțiș (1996–2004) - Nicolae Robu (2004–2012) - Viorel-Aurel Șerban (2012–2020) - Florin Drăgan (din 2020) |

## Personalități
Coleta de Sabata, fost rector al politehnicii, a omagiat într-un volum, în acestă ordine, pe Traian Lalescu, Victor Vlad, Victor Vâlcovici, Marin Bănărescu, Pompiliu Nicolau, Valeriu Alaci, Ștefan Nădășan, Plautius Andronescu, Corneliu Micloși, Koloman Bakony, Remus Răduleț, Aurel Bărglăzan, Nicolae Maior, Ioan Vlădea, Coriolan Drăgulescu, Alexandru Cișman, Constantin Avram și Ștefan Căproiu, foști profesori ai universității.
O parte din membrii Academiei Române care au activat în calitate de cadre didactice ale universității sunt:
- Prof. emerit dr. Victor Vâlcovici (1885-1970: membru corespondent al Academiei din 28 mai 1936, membru titular al Academiei din 23 martie 1965[33]
- Prof. dr. Eugen Macovschi (1906-1985): membru corespondent al Academiei din iunie 1948, membru titular al Academiei din august 1948[34]
- Prof. emerit dr. ing. Dan Mateescu (1911 - 2008): membru titular al Academiei din 1974[34]
- Prof. emerit dr. Caius Iacob (1912-1992): membru corespondent al Academiei din 1948, membru titular al Academiei din 1963[35]
- Prof. emerit dr. Ilie G. Murgulescu (1902-1991): membru corespondent al Academiei din 1948, membru titular al Academiei din 1952,[34] Președinte al Academiei (1963-1966)[36]
- Prof. dr. Coriolan Drăgulescu (1907-1977): membru corespondent al Academiei din 1955, membru titular al Academiei din 21 martie 1963[37]
- Prof. emerit Constantin Dinculescu (1898-1990): membru corespondent al Academiei din 23 martie 1952, membru titular al Academiei din 1990.[37]
- Prof. dr. ing. Corneliu Micloși (1887-1963): membru titular al Academiei[34] din 2 iulie 1955
- Prof. dr. ing. Ștefan Nădășan (1901-1967): membru corespondent al Academiei din 1955, membru titular al Academiei din 21 martie 1963,[38] vicepreședinte al Academiei (1963-1966)
- Prof. dr. ing. Remus Răduleț (1904-1984): membru corespondent al Academiei din 1955, membru titular al Academiei din 21 martie 1963,[39] vicepreședinte al Academiei (1996-1974)
- Prof. dr. ing. Aurel Bărglăzan (1905-1960): membru corespondent al Academiei din 1955[40][41]
- Prof. dr. ing. expert Toma Dordea: membru corespondent al Academiei din 1991, iar din 1993 devine academician în cadrul Academiei Române și Președinte al Academiei Române, Filiala Timișoara.[42]

În prezent, membrii Academiei Române din cadrul Universității Politehnica Timișoara sunt:
- Prof. dr. ing. Dan Dubină: membru corespondent al Academiei Române din 2010[43]
- Prof. dr. ing. Ion Boldea: membru corespondent al Academiei Române din 2011[43] și membru titular din 2016[44]
- Prof. dr. Vasile Marinca: membru corespondent al Academiei Române din 2015.[43]
- Prof. dr. ing. Liviu Marșavina: membru corespondent al Academiei Române din 2018.